# Kidist Hailu Degaffe
Pour l’article homonyme, voir Degaffe.
Kidist Hailu Degaffe plus connue sous le nom de Degaffe est une artiste visuelle éthiopienne née en 1969, connue pour son combat pour les droits des femmes. Elle signe Degaffe en hommage aux héros tombés à la bataille de Maichew. Ses œuvres font partie de la collection du musée national d'Éthiopie et de la galerie Brulhart en Suisse.

## Biographie
Degaffe a fait une partie de ses études en Éthiopie. Elle est diplômée de l'Université d'Addis-Abeba en anglais et littérature en 1992.
Elle a travaillé dans le transport aérien et les communications avant de se consacrer à des études dans une école d'art du sculpteur Alem Teklu Kidanu. Elle y obtient un diplôme et lance sa carrière d'artiste sous l'influence de ses enseignants Dereje Demissie, Yonas Sahle et Girma Agegnehu Engida, fils de Agegnehu Engida,.

### Collection dans un musée national

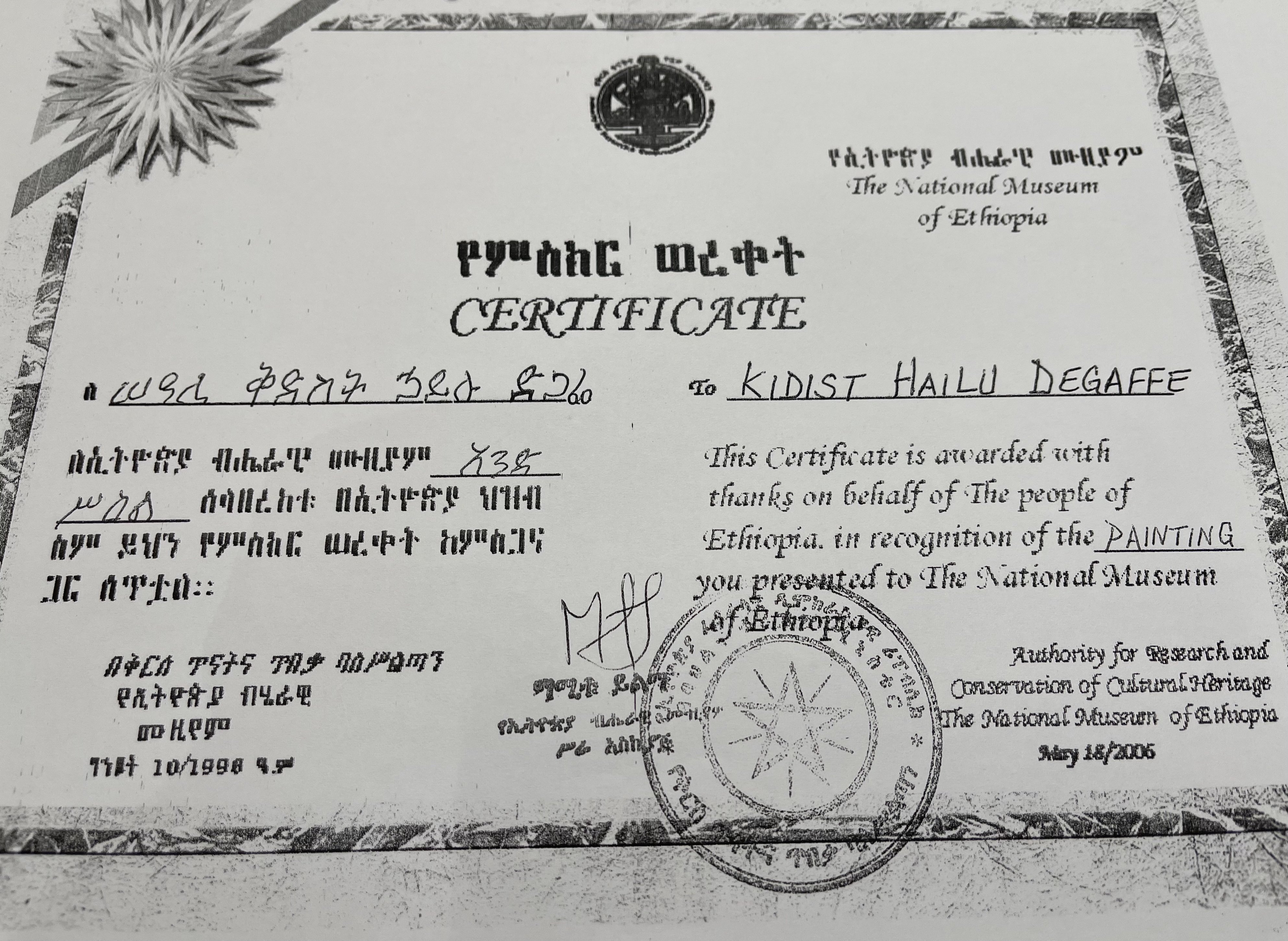
Certificat d'exposant du musée national d'Ethiopie

Ses oeuvres font partie de la collection du musée national d'Éthiopie.

## Engagement
Degaffe s'intéresse à la cause des femmes,.
En 2008, elle participe à une campagne contre le mariage précoce en Éthiopie, organisée par le Fonds des Nations unies pour la population,.
Depuis 2006, elle s'engage dans le concept de la Journée internationale des femmes qui se déroule chaque 8 mars. Elle s'exprime dans ses œuvres dans la lutte contre la fistule obstétricale.

## Expositions individuelles
- 2005 : Portraits and Principles of the Red Cross, CICR
- 2005 : Collection, Degaffesart studio
- 2006 : Cross at Zebras, Maskal Square
- 2006 : Cherish their dream, Degaffesart studio
- 2008 : Regard de l’Ethiopie, Galerie Basta, Lausanne, Suisse
- 2009 : Tirer le portrait, la petite Galerie, Lutry, suisse
- 2010 : Sous le pinceau, l’émotion, Galerie du Magasin du Monde, Vevey
- 2011 : Une vision de l’art au Sud, Pôle Art-Exposition, Sud Côte d'Azur, France
- 2012 : Harmonie, fondation claire magnin, vevey, Suisse
- 2014 : Endurance, Centre Culturelle Nelson Mandela, France[5],[8]
- 2015 : Paysages du Léman, Chexbres
- 2016 : Vibrant figuratif, Vevey
- 2017 : Reflets du Léman, La Tour de Peilz
- 2018 : Traces d'émotions, Attalens, Vevey
- 2019 : Sous le pinceau!, Morges
- 2020 : Visages, France

## Expositions collectives
- 2005 : The plight of stranded migrants, Instituto Italiano di Cultura, I.O.M Day
- 2005 : Fine arts certificate holders, Alliance-Ethio Française
- 2006 : 8 mars journée de la femme, Commission économique des Nations unies pour l'Afrique
- 2006, 2008 : She II, Alliance Ethio-Française
- 2006, 2007 : Harmonie, Da_birhan Art Studio
- 2007 : Paysage et portraits, Centre de conférence des Nations unies
- 2008 : Paysages, ArtAir Genève, Genève
- 2008 : End early marriage, 100 meters canvas, Ethiopia
- 2008 : Addis Ababa école des beaux-arts
- 2009 : Flon Street Painting, Lausanne Flon, Suisse
- 2009 : Art International Zurich, Zurich
- 2010 : Vermont Studio Centre, USA
- 2010 : Skoto Gallery, New York
- 2010 : Galerie Kleiner Prinz, Baden-Baden
- 2010 : Association of Artists, ARVA, La Tour-de-Peilz, Suisse
- 2012 : Park Art Fair International, Genève, Suisse
- 2013 : Place Suisse des Arts, Lausanne, Suisse
- 2014 : Atelier-galerie ARVA, Vevey, Suisse
- 2014 : Salon du Chocolat, Zurich, Paris
- 2015 : Espace Culturelle Casona Latina, Lausanne
- 2016 : Atelier-Galerie ARVA, Vevey
- 2016 : The Artbox.Projects, Miami 1.0, Spectrum-Miami
- 2017, 2019 : Atelier-Galerie ARVA, Vevey
- 2020 : Elles II, France

### Expositions en binôme
- 2007 : Connection, Olyimpiacos Greek Community
- 2008 : Revivre Mizuno, artiste japonais, Ambassade du Japon
- 2017 : Humanités africaines, France[9]

## Distinctions
- 2011 : Médaille d’Honneur, Talents des Arts d’Aujourd’hui, France[4]
- 2010 : Artist’s Grant , Vermont Studio Center, USA[4]

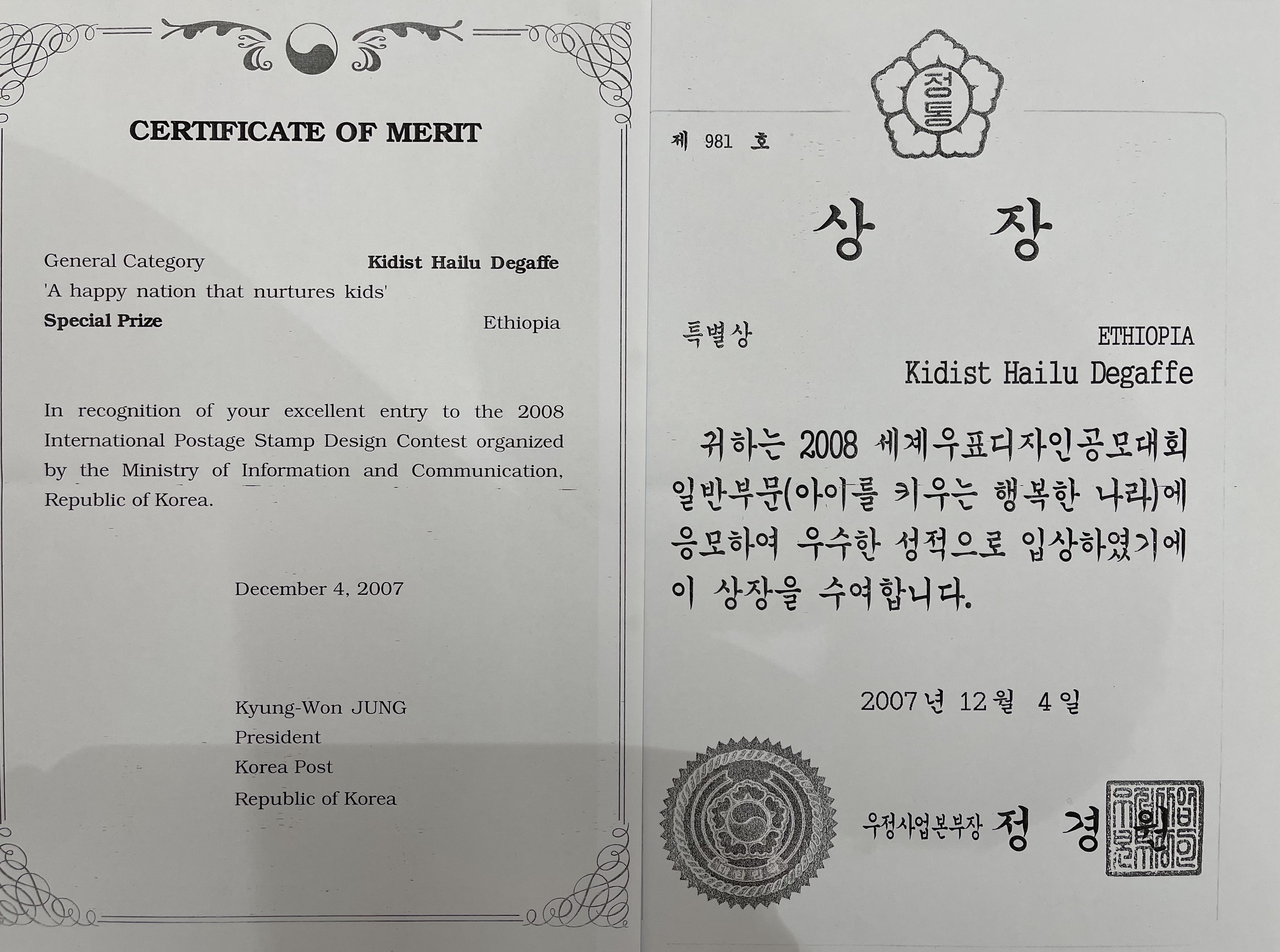
Certificat, prix spécial, Corée, 2007

- 2007 : Special Prize, International Postage Stamp Design Contest, Republic of Korea[4]
- 2006 : Certificate of recognition, the National Museum of Ethiopia[4]
- 2005 : Certificate of Appreciation, USAID, I.O.M.[4]
- 2008 : Letter of recommendation, Embassy of Japan, Addis Ababa[4]
- 2006 : Letter of recommendation, Embassy of the State of Palestine[4]
- 2007 : Certificate of recognition, Ministry of Transport & Communication, Ethiopia[4]